# Bistum Awgu
Das Bistum Awgu (lateinisch Dioecesis Auguensis, englisch Diocese of Awgu) ist eine in Nigeria gelegene römisch-katholische Diözese mit Sitz in Awgu.

## Geschichte
Das Bistum Awgu wurde am 8. Juli 2005 durch Papst Benedikt XVI. mit der Apostolischen Konstitution Evangelica sollertia aus Gebietsabtretungen des Bistums Enugu errichtet und dem Erzbistum Onitsha als Suffraganbistum unterstellt. Erster Bischof wurde John Ifeanyichukwu Okoye.